# Воронина, Елена Владимировна
Елена Владимировна Воронина (укр. Олена Володимирівна Вороніна, род. 5 мая 1990) — украинская фехтовальщица-саблистка, чемпионка мира, призёр Олимпийских игр и чемпионатов мира и Европы. Закончила НТУ "ХПИ".

## Биография
Родилась в 1990 году. В 2009 и 2010 годах становилась чемпионкой мира среди юниоров.
В 2013 году стала чемпионкой мира и серебряным призёром чемпионата Европы. В 2014 году стала обладательницей бронзовых медалей чемпионатов мира и Европы. В 2015 году стала серебряным призёром чемпионата мира и обладательницей двух бронзовых медалей чемпионата Европы.

## Награды
- Орден княгини Ольги ІІІ степени (4 октября 2016) — за достижение высоких спортивных результатов на ХХХІ летних Олимпийских играх в Бразилии, проявленные самоотверженность и волю к победе[1]